# Discoclaoxylon occidentale
Discoclaoxylon occidentale är en törelväxtart som först beskrevs av Johannes Müller Argoviensis, och fick sitt nu gällande namn av Ferdinand Albin Pax och Käthe Hoffmann. Discoclaoxylon occidentale ingår i släktet Discoclaoxylon och familjen törelväxter. IUCN kategoriserar arten globalt som sårbar.
Artens utbredningsområde är São Tomé. Inga underarter finns listade i Catalogue of Life.